# Едсон Шолбі Насіменту
Едсон Шолбі Насіменту (нар. 27 серпня 1970), більш відомий як Едіньйо, — бразильський футбольний тренер і колишній гравець, який грав на позиції воротаря.
Син легендарного футболіста Пеле.

## Кар'єра гравця
Едіньйо грав у чотирьох клубах: «Сантус», «Португеза Сантіста», «Сан-Каетано» та «Понте-Прета» перед тим як піти з професійного футболу в 1999 році у віці 29 років. Його найбільшим досягненням вважається гра у складі «Сантуса», з яким він посів друге місце у бразильській Серії А в 1995 році.

## Тренерська кар'єра
9 лютого 2007 року Едіньйо був найнятий на посаду тренера воротарів в «Сантус», а з 2010 і до 2015 року вже працював як помічник головного тренера.
13 квітня 2015 року Рівалдо, який на той момент був президентом клубу «Можі-Мірін», запросив Едіньйо зайняти пост головного тренера. Та вже 31 травня, після всього чотирьох, але поспіль невдалих ігор, і передостанного місця в турнірній таблиці бразильської Серії B – був звільнений з посади.
31 травня 2016 року відбулась презентація Едіньйо як нового головного тренера команди «Аква Санта». Проте вже 19 вересня контракт був розірваний. Причиною, за словами Едіньйо, стали деякі розбіжності у філософських поглядах на роботу з клубом.
14 жовтня 2016 року він очолив рідний клуб свого батька «Трікордіано». Та 8 лютого, встигши зіграти два офіційних матча, обидва з яких закінчились поразкою – був звільнений від своїх прямих обов'язків.
1 листопада 2019 року Едіньйо повернувся в «Сантус» як новий координатор клубу з технічних питань та розвитку, який займається підготовкою молодіжних команд. І вже у жовтні наступного року він був призначений тренером молодіжної команди «Сантус U23».
У 2021 році він очолив молодіжну команду «Лондрина U20». У 2022 році стає виконувачем обов'язків головного тренера основної команди цього ж клубу, а в 2023 році – вже без приставки "в.о.". Однак 5 лютого 2023 року він подав у відставку після лише однієї перемоги в семи матчах.

## Особисте життя
Едіньйо – син футбольної легенди Пеле і його першої дружини Розмері Шолбі Насіменту, яка має бразильсько-аргентинське походження. Другий син Пеле і брат Едсона – Джошуа також був футболістом, мав амплуа нападника, і теж грав за молодіжну команду «Сантуса».
У 2005 році Едіньйо заарештували за відмивання грошей і торгівлю наркотиками. Він подав апеляцію на вирок і йому дозволили залишатися на волі під час розгляду апеляції. У 2014 році його засудили до 33 років позбавлення волі за звинуваченнями, але він категорично заперечував будь-яку причетність. У ході апеляції суд скоротив вирок до 12 років і 10 місяців з відбуванням покарання у в'язниці.
У 2017 році Едіньйо почав відбувати покарання, але наступного року його перевели до в'язниці напіввідкритого типу. А у вересні 2019 року – до відкритого, звідки він невдовзі і вийшов.
Під час предсметртного погіршення здоров'я Пеле, Едіньйо з дозволу свого клубу залишив команду, якою він керував, на невизначений термін, щоб залишитися зі своїм батьком, який був госпіталізований ще з 29 листопада у лікарні «Альберта Ейнштейна» в Сан-Паулу через ускладнення, викликані раком товстої кишки, на який Пеле страждав впродовж останнього року.
2 січня 2023 року пройшла поминальна церемонія на якій зібрались сотні тисяч людей, щоб віддати останню данину пам’яті легенді футболу Пеле, а сам Едіньйо разом з ще однією колишною зірковою 10-кою «Сантуса» Зе Роберто, очолювали процесію труни на стадіон футбольного клубу «Сантус».
3 січня 2023 року в день, коли проходило поховання його легендарного батька, Едіньйо біля будівлі кладовища публічно висловив подяку «всім» за всю «любов і повагу», виявлену після смерті ікони:
|  | Від імені родини ми вдячні всім за всю любов, за всю прихильність, за повагу. Висловлюємо свою вдячність, найбільше почуття нашої родини – це вдячність... Це такий важкий момент... але ми відчуваємо велику честь і гордість, тому ще раз дякую. Тепер Він відпочине. |